# سیات ماربلا
سیات ماربلا (به اسپانیایی: SEAT Marbella) خودرویی است که در سال‌های ۱۹۸۰ تا ۱۹۸۶ سیات پاندا نام داشت و پس از پایان همکاری دو کمپانی سیات و فیات، در ۱۹۸۳ در این خودرو تغییراتی توسط سیات انجام شد و این بار تحت نام سیات ماربلا وارد بازار اروپا گردید، که از ۱۹۸۶ تا ۱۹۹۸ سیات ماربلا در بارسلون، اسپانیا تولید شده‌است.
این خودرو در کلاس خودرو شهری قرار گرفته است. 